# Kainah
Kainah (Blood; = 'krvavi'), pleme američkih Indijanaca iz konfederacije Blackfoot iz južne Alberte, Kanada, i susjednog dijela Montane. Jezično, kulturno i etnički su srodni ostalim članovima saveza, to su Piegan i Siksika ili Blackfoot, odnosno jezičnoj porodici Algonquian. 
Pleme je pripadalo grupi prerijskih Indijanaca, lovaca na bizone i nomada. Danas pleme živi na rezervatu Blackfoot u Montani i rezervatu Blood (Kainaiwa) u Alberti, zapadno od Cardstona. Prijašnji lovački teritorij nalazio se na Hand Hillsu, blizu Drumhellera, Sweetgrass Hillsu i sadašnjem području Lethbridgea u Kanadi. Sastojali su se od 15 bandi:
- Ahkaiksumiks /?/.
- Ahkaipokaks ili Many Children.
- Ahkotashiks ili Many Horses.
- Ahkwonistsists ili Many Lodge Poles.
- Anepo.
- Apikaiyiks ili Skunks.
- Aputosikainah ili North Bloods.
- Inuhksoyistamiks ili Long Tail Lodge Poles.
- Isisokasimiks ili Hair Shirts.
- Istsikainah ili Woods Bloods.
- Mameoya ili Fish Eaters.
- Nitikskiks ili Lone Fighters.
- Saksinahmahyiks ili Short Bows.
- Siksahpuniks ili Blackblood.
- Siksinokaks ili Black Elks.

## Ime
Ime Blod dobili su od ljudi kompanije Hudson Bay po običaju bojanja crvene pruge od uha do uha u visini usta. Ime Kainah ili Kainaiwa, došlo je po legendarnoj zgodi, kada ih je jednom u logoru posjetio Siksika Indijanac, upitao ih je 'Tko je ovdje poglavica?', oni uglas kažu 'Ja sam'. Siksika im tada odgovori, 'Zvati ću vas “Pleme s mnogo poglavica”; “the Tribe of Many Chiefs” (od Aka - "many" i Nina - "chief").'

## Etnografija
Život i običaji
Pleme 1882. godine broji oko 1,800 duša. Muškarci su visoki preko 6 stopa (1.8 metara), žene nešto niže ali snažne i lijepog izgleda. Nomadi kao i ostali Blackfooti koji lutaše područjima od bazena Missourija pa do rijeke Reed Deer u Kanadi. Nestanak bizona Indijance je natjerao da postanu ovisni o drugim izvorima opstanka. Tako oni 1877. godine završiše sa svojim nomadskim životom odlaskom na rezervat poznat kao Blood Reserve, blizu mormonskog mjesta Cardston. 
Oni bijahu religiozan narod kojima vjera ima veoma značajan utjecaj na život. Središte njihovog obožavanja je sunce (Natos) i mjesec (Kokomi-kisum), neke konstelacije (sazviježđa), i niža božanstva ili duhovi planina, šuma, potoka, etc. Najznačajnija im svečanost bijaše 'Sun Dance', što je tipično prerijskim plemenima. U njihovom jeziku zove se 'okan' ili 'ples sunca'. U njemu se odaje počast suncu ali se uvodi i mladež u svijet odraslih. Mućenja i samo-ozljeđivanja moraju se proći bez pokazivanja straha ili boli da bi se postalo ratnik i muškarac. Veoma stravične opise ovoga plesa (pohk hong) dan je za Mandan Indijance.

## Galerija
- Kaistosinikyi Kill-For-Nothing, Kainah.
- Stsimaki ("Reluctant-to-be-woman") - Blood
- Chief of the Blood indians War chief of the Piekann indians and Koutani indian

## Vanjske poveznice
- Blood Indians